# Головинское кладбище
Головинское кладбище — кладбище на севере Москвы, южнее района Ховрино (Головинское шоссе, 13).

## История
Основано в 1951 году в районе бывшего села Головино (отсюда название) на месте бывшего сада Казанского Головинского женского монастыря. Площадь 15 га.
На территории кладбища в бывшем ритуальном павильоне организован храм святых Царственных мучеников и всех новомучеников и исповедников Российских. Храм относится к Российской православной автономной церкви, отделившейся от Русской православной церкви заграницей.

## В искусстве
На кладбище неоднократно проходили съёмки художественных фильмов (в основном, фильмы ужасов), таких как «Конверт» (2017), короткометражках «Кладбище забытых мертвецов» (2013) и «Внеземное» (2017).
На кладбище происходит действие ряда эпизодов книг серии «Око силы» А. Валентинова.